# Strela-2
Il missile sovietico Strela-2 (in russo: freccia), noto come SA-7 "Grail", è un'arma portatile per la difesa da aerei nemici a bassa quota. È stato una delle prime armi antiaeree portatili in dotazione alla fanteria, permettendo alle truppe a terra di contrastare efficacemente e in autonomia i velivoli da guerra nemici.

## Origini
Lo sviluppo dell'arma risale agli anni cinquanta. Fino all'inizio di quel decennio, l'enfasi sulle armi da difesa aerea della nuova generazione, i missili SAM, era puntata verso sistemi strategici grandi e potenti, pensati contro i bombardieri ad alta quota, ma inefficaci nel difendere le prime linee dell'esercito, in rapido movimento, da incursioni a bassa quota di velivoli d'attacco. Per questo compito vi erano le artiglierie contraeree leggere. Ma dal loro uso nella Guerra di Corea si capì come esse non fossero da sole abbastanza efficaci e si inizió quindi lo sviluppo di armi che potessero avere contemporaneamente precisione e gittata accoppiati con una relativa leggerezza.
In Unione Sovietica vennero sviluppati due sistemi d'arma: lo Strela 1 e lo Strela 2. Il primo si rivelò però meno performante, perciò fu modificato e ingrandito per essere montato su veicoli, venendo poi rinominato l'SA-9 Gaskin. Il secondo invece, avendo soddisfatto i requisiti necessari, venne adottato dalla fanteria sovietica nel 1961. Sul campo l'arma si rivelò fragile e soggetta a malfunzionamenti quindi nel 1970 l'Urss ne commissionò una versione migliorata, denominata provvisoriamente Strela-2M, che rimpiazzò subito l'originale.
Negli anni a seguire il missile è stato impiegato in molte guerre e vista la sua efficacia è stato adottato da molte nazioni senza subire modifiche significative, rimanendo sostanzialmente invariato fino ad oggi.

## Tecnica
Entrato in servizio, pare, con 5 anni di ritardo, ma pur sempre nel 1968, lo Strela 2 o 9M32, SA-7A per la NATO, era un semplice missile, con autoguida ad infrarossi sistemata nel muso, dove una finestrella trasparente (sia alla luce visibile che IR) permetteva di scorgere l'obiettivo di tale 'occhio elettronico'. Esso era un sensore non raffreddato e pertanto bisognava puntarlo contro oggetti assai ben 'chiari' sullo sfondo, ovvero ben più caldi dell'ambiente circostante.

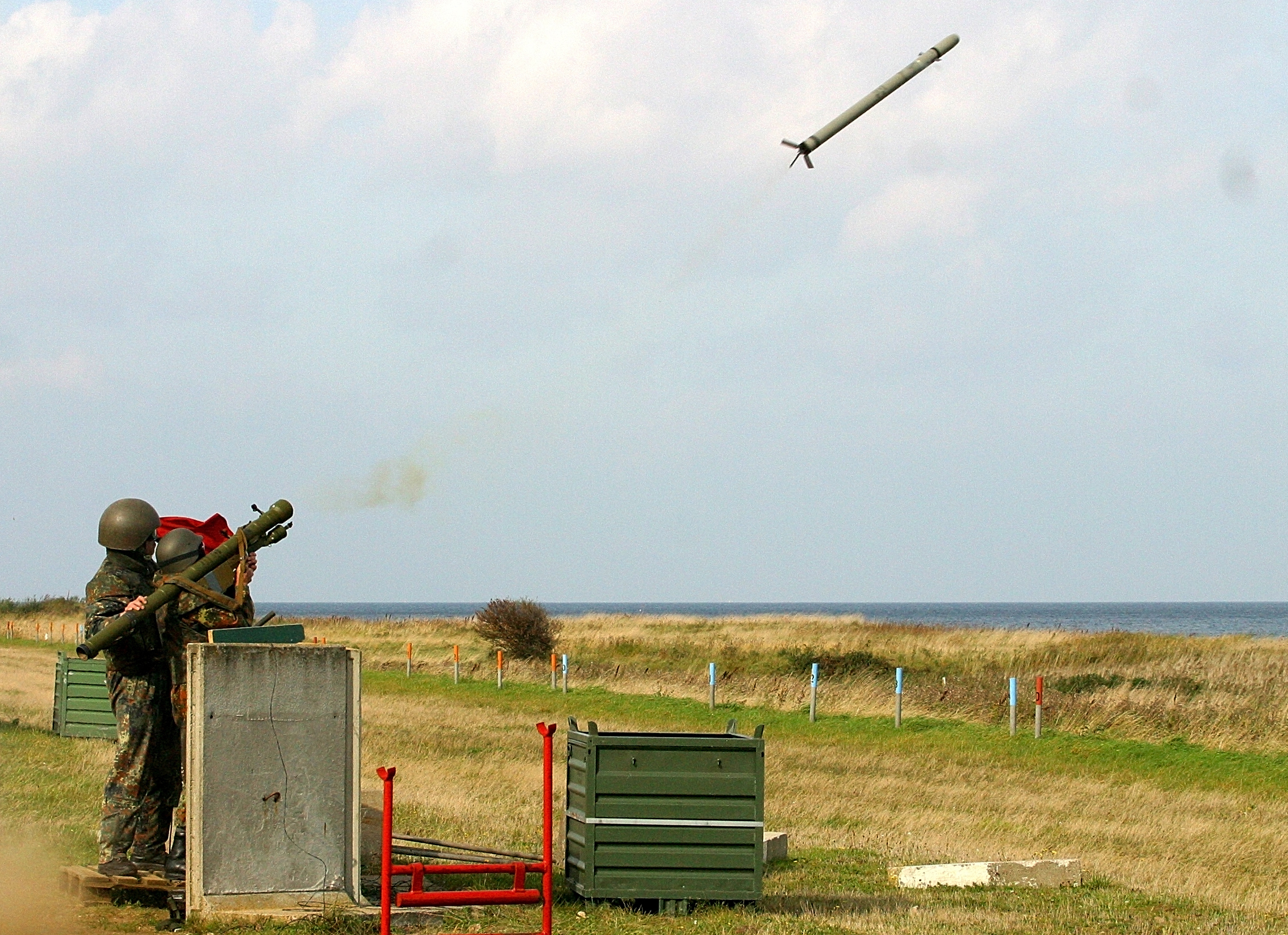

I componenti dell'arma erano i seguenti: missile 9K32, sistema di lancio P54 e batteria termica (da sistemare sulla cintura dell'operatore) 9B17.
Riguardo al missile, la sua logica di guida era la solita dei missili IR dell'epoca, ovvero di prima generazione: il sensore, suddiviso in pochi settori, un poco come una scacchiera, riceveva calore che convertiva in segnali elettrici. A seconda di quale settore avesse la maggiore 'forza di segnale' il missile cambiava rotta dirigendosi verso il tratto di cielo corrispondente, sia pure, data la semplicità di questo apparato di guida, in maniera grossolana.
Per il volo, il missile aveva 2 serie di alette: le 2 anteriori di manovra, assai piccole, e quelle posteriori di stabilizzazione, più grandi. Entrambe le serie erano ripiegabili.
La testata, da circa 2,5kg, era dotata di sola spoletta a impatto. Questo forse era necessario per vari motivi: per esempio, l'arma in tal modo non sarebbe esplosa prematuramente se avesse attaccato bersagli a bassa quota, magari passando vicino a un albero. Ma vi erano anche controindicazioni: il sensore IR non aveva la necessaria sensibilità per volare a bassa quota senza essere disturbato dal calore del suolo, se beninteso, si trattava di climi caldi. In ogni caso permaneva la possibilità di dirigersi verso il sole, sia in cielo, sia se riflesso da uno specchio d'acqua. In questi casi, comuni anche a missili più recenti, il bersaglio veniva comunemente perso per cui non vi erano molte possibilità di ingaggiare bersagli a bassa quota.
Le manovre, poi, erano assai rozze e non consentivano di centrare spesso il bersaglio, passandogli a qualche metro di distanza. In tali casi, almeno una spoletta di prossimità avrebbe consentito almeno di danneggiare il bersaglio, invece di suddividere gli ingaggi tra un successo pieno e un totale fallimento.
L'operatore aveva un semplice (ma non facile) ruolo da svolgere: appena avvistato un aereo, identificarlo a vista con un mirino telescopico, rimuovere il tappo anteriore di protezione del sensore, accendere le batterie termiche, azionando il primo congegno di scatto, poi attendere, se il velivolo era confermato come nemico, di sentire il congegno acustico della cuffia che emetteva un suono (un valido sistema analogico per far 'sentire' che il sensore è agganciato, praticamente rimasto su tutti i missili IR), e si accendeva una luce che conferma l'aggancio.
A questo punto l'operatore tirava il grilletto a fondo, il missile partiva, dispiegava le ali prima interne (la prima serie) o posteriori (la seconda) al suo corpo. A quel punto, un motore a razzo ad unico stadio accelerava l'arma fino a mach 1,35 (circa 1600 km/h) mentre i controlli diventavano efficaci col crescere della velocità e permettevano allo Strela di manovrare, inseguendo il bersaglio. 'Inseguire' è il termine giusto, perché in genere i motori sono posteriori ed essi costituiscono la principale fonte di calore, che i missili di prima generazione solitamente sentivano come 'esclusiva fonte di calore', avendo un sensore capace di vedere solo la lunghezza d'onda di oggetti molto caldi.

### Servizio
Il missile Strela è diventato rapidamente un ordigno di incredibile diffusione, economico, leggero e relativamente affidabile.
I suoi punti deboli sono risultati vari, come quello di attaccare i caccia solo dal settore posteriore. Questo comporta alcuni problemi, per esempio, il fatto che nel frattempo l'aereo ha sorvolato la postazione di lancio, che potrebbe essere individuata e distrutta prima di lanciare il missile, perché quest'ultimo ha bisogno di tempo per acquisire l'obiettivo da attaccare, e ha pur sempre una gittata minima (500-1000 m) entro la quale non è pienamente controllabile.
Un altro problema è che questo tipo di arma, essendo spesso inefficace contro bersagli frontali, ha bisogno di attaccarli di coda, e quindi deve essere veloce per raggiungerli. Un missile come il Blowpipe non ha problemi (teoricamente) ad eseguire ingaggi frontali anche alla massima distanza, essendo radiocomandato, ma il SA-7 deve correre più veloce del velivolo che insegue, e con un notevole margine.
Ma le prestazioni dell'arma, specie della prima serie non erano così valide. In effetti, la guida termica aveva fin dall'inizio anche dei vantaggi: se l'operatore di un Blowpipe perde l'aggancio, la testata di autoguida di un SA-7 è del tutto autonoma, quindi non basta che il bersaglio sparisca dietro una collina per essere intangibile, se il missile continua a stargli dietro. In realtà, il vero problema con entrambi i tipi è il tempo di allerta: spesso, di fatto, un operatore di fanteria non ha il tempo di avvistare un bersaglio, accendere le batterie, puntare l'arma, così la 'superiorità' di un sistema come il Blowpipe, tra l'alto assai impreciso, è puramente accademica.
Riassumendo, i problemi dell'SA-7A erano i seguenti:
- tempo di accensione del sistema, tramite batterie termiche, troppo elevato e l'alternativa, quella di tenere le batterie sempre inserite in una situazione di attacco probabile, era poco praticabile perché poi queste si scaricavano, magari 5 minuti prima del momento giusto per ingaggiare un aeroplano in arrivo
- Mancanza di un sistema IFF per l'identificazione automatica, via radio, di un velivolo
- prestazioni modeste, che limitavano l'efficacia a velocità massime del bersaglio di circa 250 m/s (920 km/h), ovvero praticamente coincidenti con le velocità di crociera dei jet da combattimento. Se questi ultimi accendevano il postbruciatore risultavano più visibili (anche ad occhio nudo) ma l'aumento di velocità li rendeva praticamente irraggiungibili dallo Strela
- sistema di guida poco sensibile in certi aspetti (con terreni caldi di contrasto) e in compenso, molto facile ad essere disturbato da flares e contromisure IR di vario tipo
- Manovrabilità moderata e scarsa precisione
- testata priva di spoletta di prossimità
- testata priva di sufficiente capacità distruttiva

Se questi erano i difetti, però, va detto che l'arma aveva anche pregi:
- Economicità tale da essere diffusa in gran numero in carico agli eserciti relativamente 'poveri' del blocco comunista
- Sensore IR che garantiva comunque una guida autonoma dopo il lancio e un addestramento conseguentemente facile
- rappresentava un sistema di impiego pratico, leggero ed economico com'era, per la fanteria
- era di gran lunga più efficace di mitragliere pesanti e cannoni automatici, oltre che molto più mobile
- Tempisticamente, all'epoca della sua apparizione era coevo del solo FIM-43 Redeye americano.

Il missile Grail ha avuto, in sostanza, pareri contrastanti e risultati discussi. In azione, esso è stato usato con successi limitati, ma nondimeno, quello che conta di più è la minaccia, per qualunque aereo, che quest'arma dava e che 'consigliava' di volare molto alto o molto veloce, troppo per individuare e colpire le unità campali, specie se l'aereo era senza armi guidate. In combinazione con armi più pesanti per le quote medie ed alte, verso cui spingeva (o in alternativa, gli aerei erano costretti a volare davvero troppo bassi per combattere efficacemente), il Grail svolgeva la sua funzione di garantire la difesa aerea tattica e dava per la prima volta ad un singolo fante la capacità di combattere un aeroplano.

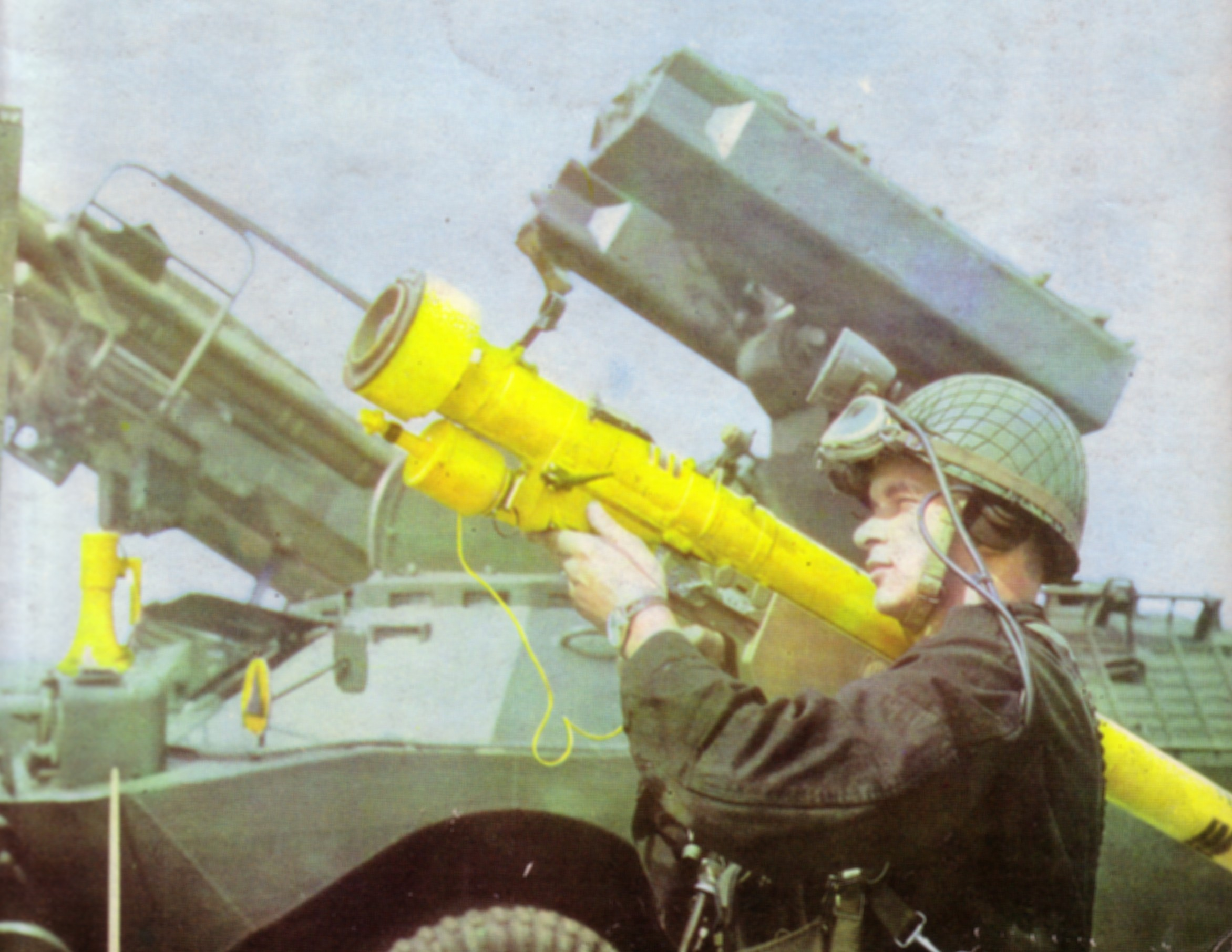
Questo lanciamissili dal colore giallo acceso ha l'operatore dotato di un sistema ESM o IFF portatile, sul casco. Dietro vi sono i suoi parenti più prossimi, gli Strela 1 o SA-9 Gaskin, ed infine si intravede anche un SA-6 Gainful

I miglioramenti, inoltre, non tardarono ad arrivare: a partire dai primi anni '70 iniziò ad entrare in servizio l'SA-7B, o 9K32M (sistema completo, 9M32M o Strela 2M, designazione industriale e militare, tanto per rendere ancora meno comprensibili all'estero le designazioni sovietiche) aveva un motore a razzo più potente e una gittata conseguentemente maggiore: 1,6 mach per un raggio massimo di 4,5km e una tangenza di 3.4km circa, grossomodo il 50% in più del tipo precedente, con una velocità superiore di circa il 20%. DA notare che se il missile non trovava il bersaglio, restava l'autodistruzione programmata dopo 15 secondi di volo che corrispondevano, nell'SA-7A, a 6,4km (circa il doppio della portata massima ufficiale).
La probabilità di successo è stata migliorata anche con altre aggiunte: un sistema IFF con antenne sull'elmetto dell'operatore è diventato disponibile, e per i tiri notturni, un altro sistema, similmente sistemato, consente di captare i radar di inseguimento terreno degli aerei tattici avversari, fornendo un prezioso avviso del loro approssimarsi. In molti casi almeno, una o entrambe queste apparecchiature sono presenti sull'elmetto del secondo uomo del team del missile: in questo caso egli dà all'operatore un avviso sulla direzione di eventuali minacce, ripartendo il carico di lavoro in maniera equilibrata.
In termini operativi, l'SA-7 è stato usato in maniera massiccia in guerre dagli anni '70 in poi. I risultati, materialmente, non sono stati elevati in termini di PK, ma anche con pochi missili a segno, il lavoro di proteggere la fanteria dalle minacce aeree è stato svolto in larga misura.
In Medio Oriente, i missili di questo tipo, del modello SA-/A, erano noti già durante la Guerra d'Attrito del 1969-70, e gli israeliani presero l'iniziativa di allungare i tubi di scarico dei motori dei velivoli, come gli A-4 Skyhawk, che erano abbastanza lenti da correre dei rischi, oltre che muniti di un solo motore. In tal modo i missili a segno spesso non distruggevano la macchina. Altre contromisure erano i flares, bengala speciali di inganno.
Durante la Guerra dello Yom Kippur del 1973, le fanterie attaccanti arabe lanciarono gli SA-7 a migliaia, ottenendo in termini diretti l'abbattimento di una mezza dozzina di aerei e il danneggiamento di altri. Gli israeliani dovettero dunque rivedere le tattiche di manovra, e i successi ottenuti durante la guerra dei sei giorni del 1967 (era ancora troppo presto per i SA-7) contro le truppe di invasione senza copertura aerea, non poterono ripetersi.
Per capire come i missili SA-7 abbiano influito nella guerra aerea, un esempio è il Vietnam, dove è poco noto che essi vennero usati nella fase finale della guerra.
Secondo i dati raccolti, su 200 missili lanciati contro aerei a reazione, solo 1 ottenne un abbattimento (0,5%PK), ma contro i mortali aerei da attacco Douglas A-1 Skyraider, con il loro motore radiale sistemato davanti al muso, i missili fecero risultati del 10-15%. Contro gli elicotteri, senza dubbio la principale vittima dei missili IR (essendo sia molto lenti che bisognosi di un motore potente per volare, irradiando calore su tutto l'orizzonte) si arrivò ad oltre il 20% di lanci positivi. I tempi degli attacchi della Air Cavalry in stile Apocalypse Now erano diventati storia: un qualunque fante poteva lanciare in un istante un missile capace di sbriciolare un elicottero, senza correre il rischio di venire sollecitamente individuato (come spesso accadeva con le mitragliere in postazione). Le contromisure IR, anche semplici, non erano all'epoca ancora diffuse e comunque non sarebbero bastate a eliminare i pericoli in maniera sufficiente.
Nel corso degli anni, gli Strela-2/SA-7 sono stati utilizzati anche in altri conflitti, come nel caso delle guerre in Angola e Namibia, dove la SAAF condusse azioni di 'guerriglia' aerea, volando radente al terreno e sorprendendo in genere le difese aeree. Su 225 SA-7 lanciati, solo 5 colpirono e 1 abbatté il bersaglio, un jet MB-326 Impala.
Gli Sa-7 hanno avuto anche molta importanza a seconda di chi prendesse l'iniziativa. Se un missile portatile non può difendere dall'attacco, accuratamente pianificato (come fatto dai sudafricani) contro obiettivi fissi, cercare un avversario sfuggente, su cui gli aerei o elicotteri non possono piombare all'improvviso già con le bombe in fase di sgancio, è un'altra cosa. Questo è quello che è accaduto in altre situazioni, in cui sono state le truppe di terra, generalmente forze della guerriglia con equipaggiamenti leggeri, a muoversi e ad attaccare. In Afghanistan, Marocco, Ciad, Angola erano infatti le forze aeree a doversi muovere cercando il nemico ed esponendosi, il più delle volte, ad essere avvistate per prime. I missili SA-7 non si sono dimostrati un'arma letale, ma si sono distinti per vari successi ottenuti.
Le contromisure, come quella di usare flares e scarichi raffreddati per gli elicotteri, hanno avuto un certo successo, ma non sufficiente per rendere inefficaci le nuove armi. Le tattiche di volare a quote più alte e più alla larga dal pericolo sono state spesso una miglior garanzia, specie quando ai vecchi SA-7 si sono affiancati missili come gli Stinger.
Anche per agguati a bassa quota i missili SA-7 si sono dimostrati pericolosi, sia in attentati aerei contro mezzi civili, che contro apparecchi militari. Un Antonov An-22 venne abbattuto in decollo, il 28 ottobre 1984, da uno di questi ordigni, causando la morte di 240 sovietici, presso l'aeroporto di Kabul.
Anche nella guerra delle Falklands alcuni SA-7 sono stati portati nelle isole da parte argentina, forse forniti dai libici. Ma nessuno pare venne usato, perdendo un'occasione perché gli  Harrier GR7  si sono dimostrati molto vulnerabili (nel 1991) a tali ordigni, avendo gli scarichi a mezza fusoliera.
In definitiva, il missile SA-7, nonostante le sue limitazioni, ha contribuito massicciamente a ridimensionare la supremazia delle forze aeree su quelle terrestri, e ha costretto ad adottare tattiche e tecniche di combattimento meno efficaci e più dispendiose. Il numero prodotto è risultato impressionante e superiore a quello di qualunque altro SAM. Solo la Germania Est aveva circa 1700 lanciamissili e migliaia di ricariche nel 1990, all'atto della riunificazione.

### SA-N 5
Esiste una versione dell'SA-7 destinata al ruolo antiaereo navale, che è nota con il nome di SA-N 5 Grail, anch'essa con il missile basico, ma con installazione del tutto diversa. Essa è sostanzialmente e concettualmente un sistema simile al Sea Chaparral, che aveva un lanciatore quadrinato con missili similari con gli AIM-9 aria-aria. Il Sea Chaparral era una versione semplificata del MIM-72 Chaparral originale terra-aria, per aumentare le capacità di difesa aerea delle navi non aggiornabili con armi maggiormente efficaci nel ruolo antiaereo.
Il sistema sovietico è simile, e si basa su un lanciatore quadrinato, che offre un certo vantaggio tra semplicità e autonomia di fuoco, considerando che in genere vengono sparati 2 missili in rapida sequenza per ingaggio. Un operatore è presente tra le 2 rampe di missili e controlla il lancio delle armi. I sistemi di lancio hanno una struttura simile al Chaparral ma i missili pesano un settimo scarso e sono dimensionalmente grandi la metà, oltre ad avere alette ripiegabili e quindi un lanciatore molto semplice, con tubi di lancio anziché rampe- Ne consegue che il sistema è molto più piccolo e compatto.
Tali attrezzature di fuoco sono state quindi sistemate in 2 esemplari su navi leggere o poco armate, dalle unità da sbarco Polnocny a quelle di tipo ausiliario o AGI. Le corvette classe Parchim, molto simili alle Grisha, hanno 2 lanciatori quadrupli invece del lanciatore binato per gli SA-N 4, molto più pesante e potente.
I missili hanno in genere 2 ricariche complete, per cui 2 lanciatori hanno almeno 16 missili. I sistemi di lancio sono stati mantenuti anche per i sistemi missilistici successivi alla generazione dell'SA-7 ovvero le versioni navali dell'SA-16 o 18. I tubi di lancio, ermeticamente chiusi, sono verosimilmente del tutto intercambiabili con quelli dei sistemi lanciabili a spalla terrestri, solo le rampe sono diverse. La torretta non è stabilizzata, ma nondimeno in generale svolge funzioni simili a quelle sia del Chaparral navalizzato, che di attrezzature come la SADRAL francese, con missili Mistral.
Inoltre, i cinesi ne hanno fatto una copia, l'HN-5 Red Tessel, i pakistani ne hanno ricavato le varie versioni dell'Anza, gli iraniani lo hanno a loro volta copiato etc., fino ad arrivare alle truppe di Jonas Malheiro Savimbi, dell'UNITA in Angola, che con i suoi motori a razzo avevano studiato (raggruppandone a grappoli) anche di costruire razzi balistici a lungo raggio.
Infine, i tecnici ex-jugoslavi, precorrendo i francesi, sia pure con tecnologie molto meno sofisticate (il prezzo tipico del vantaggio storico) hanno realizzato una versione del sistema aria-aria per gli elicotteri Gazelle, armati con 4 ordigni nei loro tubi di lancio. Considerando quanto leggeri essi siano, la manovrabilità della macchina, vero punto cruciale per qualsiasi installazione di armi aria aria su elicotteri, non ne risulta inficiata (i Mistral pesano 2 volte tanto, ovvero 40kg in più per 4 armi). Pare che anche altri utenti abbiano applicato operativamente, o quantomeno sperimentato, i missili SA-7 su elicotteri, essenzialmente sovietici anch'essi (Mi-2,8,24).
Come curiosità, il missile è stato comparato all'unico altro pari classe dell'epoca, il Redeye americano, ovviamente più costoso e con sensore raffreddato, ma in pratica, in certe situazioni di ingaggio, specie con climi freddi, il missile sovietico si è dimostrato dotato di un sensore migliore. Non una differenza tale, in ogni caso, da far dire che l'arma americana fosse nettamente superiore, nonostante la sofisticazione maggiore.